# Илия Илиев (генерал-лейтенант)
Вижте пояснителната страница за други личности с името Илия Илиев.
Илия Тодоров Илиев е генерал-лейтенант от Министерството на вътрешните работи на България.

## Биография
Роден е в Тръстеник на 7 август 1961 г. Завършил е история във Великотърновския университет. От 1984 г. е на работа в МВР-Плевен като младши полицейски инспектор с чин сержант. Бил е началник на група „Криминална полиция“. От 1992 г. е старши полицейски командир на групата за охрана на масови мероприятия в Плевен. През 1997 г. е назначен за началник на първо РПУ в Плевен. От 1998 г. е началник на регионална гранична секция – Бургас. През 2001 г. e назначен за директор на РДВР-Плевен. На 15 декември 2003 г. е назначен за директор на Национална служба „Полиция“ на МВР и удостоен с висше военно звание генерал-майор. На 21 септември 2005 г. е назначен на длъжността главен секретар на МВР и удостоен със звание генерал-лейтенант от МВР. На последната служба е до 2007 година. През 2008 г. е арестуван по обвинение за превишаване на власт и злоупотреба със служебно положение. Сред част от обвиненията са, че е спомогнал за издаването на лична карта под чуждо име на сръбския наркотрафикант Будимир Куйович. На 12 юни 2009 г. делото срещу него е прекратено поради липса на доказателства.

## Военни звания
- Полковник (2002)
- Генерал-майор от МВР (15 декември 2003)
- Генерал-лейтенант от МВР (21 септември 2005)